# Heliamfora
Heliamfora (Heliamphora) – rodzaj roślin należący do rodziny kapturnicowatych (Sarraceniaceae). Według The Plant List należy do niego 8-13 gatunków. Wszystkie występują w obrębie Wyżyny Gujańskiej w Ameryce Południowej i są roślinami mięsożernymi. Zasięg rodzaju ograniczony jest do Wyżyny Gujańskiej, na pograniczu Wenezueli, Gujany i Brazylii. Nazwa rodzajowa pochodzi od greckich słów określających miejsce występowania i charakterystyczny kształt liści – helos = bagno, amphora = amfora. Pierwszy gatunek (H. nutans) odkryty został w 1839 roku przez Roberta Schomburgka i przez 90 lat pozostawał jedynym znanym przedstawicielem rodzaju. Ze względu na trudną dostępność gór, w których heliamfory występują – kolejne gatunki odkrywane były stopniowo i do końca XX wieku znano ich tylko 6. W XXI wieku odkryto kilkanaście kolejnych gatunków.

## Morfologia

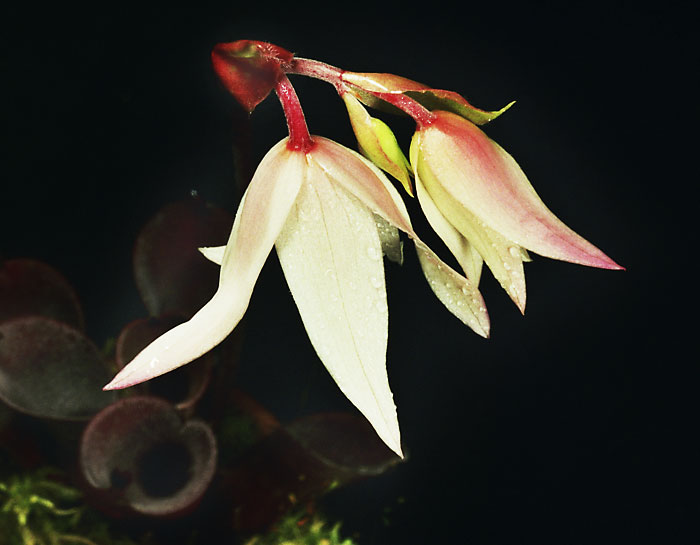
Kwiaty H. pulchella

PokrójRośliny zielne lub pnącza z liśćmi pułapkowymi wyrastającymi w rozetach z różnej długości kłącza (od bardzo krótkiego do 3 m długości).
LiściePrzystosowane do chwytania ofiar – mają różną wysokość (od 5 do 35 cm) jednak u wszystkich gatunków podobny kształt dzbanka. Specyficzny kształt powstał w wyniku zwinięcia blaszki liściowej i zrośnięcia jej na pewnym odcinku od nasady. Są zielone, w górze często czerwono nabiegłe, na szczycie mają łyżeczkowaty, czerwony wyrostek. W górnej, szeroko rozwartej części liścia, pod wyrostkiem wnętrze dzbanka okryte jest włoskami skierowanymi w dół. Poniżej powierzchnia liścia jest gładka, a dzbanek się zwęża. Kolejna strefa liścia pokryta jest szorstkimi włoskami, a na samym dnie znajdują się gęste i gładkie włoski. W dzbanku gromadzi się woda opadowa przelewająca się przez otwór, dzięki czemu utrzymuje się jej stały poziom, a liście nie przewracają się pod ciężarem wody.
KwiatyZwisające, zebrane są w kilkukwiatowe grona na wysokiej szypule (do ok. 60 cm wysokości), często czerwono nabiegłej. Okwiat niezróżnicowany, tworzony jest przez 4, rzadziej 5 lub 6 owalnych listków koloru białego, różowawego lub czerwonego. Pręciki są liczne (8 lub więcej), słupek pojedynczy, utworzony z 3 lub 4 owocolistków, na szczycie szyjki ze znamieniem trójłatkowym.
OwoceTorebka zawierająca liczne i oskrzydlone nasiona.

## Ekologia
Mechanizm polowaniaRośliny kuszą swoje ofiary ubarwieniem i słodkawym zapachem. Zwabiony owad ześlizguje się z krawędzi dzbanka i wpada do jego wnętrza, które pokryte jest skierowanymi w dół włoskami utrudniającymi wydostanie się. Ostatecznie ofiara tonie w wodzie wypełniającej dzbanek. Heliamfory nie wytwarzają enzymów trawiennych lub niewielkie ich ilości. Trawieniem zajmują się bakterie obecne w płynie wypełniającym dzbanek.
SiedliskoNaturalne środowisko heliamfor to brzegi strumieni i zabagnienia na szczytach zerodowanego płaskowyżu osiągającego 3000 m n.p.m. o niemal pionowych krawędziach. Klimat jest odmienny od warunków panujących u podnóża gór. Opady są znacznie mniejsze (około 2590 mm rocznie), ale wilgotność jest duża. Wieją silne wiatry. Podłoże jest ubogie, a gleba jest wypłukiwana przez wodę. Heliamfory najczęściej rosną na odkrytych terenach, wystawione na bezpośrednie działanie dużych ilości światła, ale średnie roczne temperatury wynoszą 8-18 °C. Noce są bardzo chłodne, lecz bez mrozów.

## Systematyka
Pozycja systematyczna według APweb (aktualizowany system APG III z 2009)
Rodzaj należy do rodziny kapturnicowatych Sarraceniaceae, rzędu wrzosowców wchodzącego w skład grupy astrowych (asterids) w obrębie dwuliściennych właściwych (eudicots). Uznawany jest za rodzaj pierwotny (bazalny) w obrębie rodziny, na co wskazywać ma m.in. brak wieczka i gruczołów trawiennych.
Wykaz gatunków
- Heliamphora chimantensis Wistuba, Carow & Harbarth
- Heliamphora folliculata Wistuba, Harbarth & Carow
- Heliamphora heterodoxa Steyerm. – heliamfora zmienna
- Heliamphora hispida Wistuba & Nerz
- Heliamphora ionasi Maguire – heliamfora Jonasa
- Heliamphora minor Gleason – heliamfora drobna
- Heliamphora nutans Benth. – heliamfora zwisła
- Heliamphora tatei Gleason

## Uprawa
Heliamfory są roślinami raczej trudnymi w hodowli. Stosunkowo łatwo jest uprawiać tylko heliamforę zmienną. 
RozmnażanieStosowane jest rozmnażanie generatywne przez wysiew nasion na podłoże z torfowców jednak kiełkowanie jest słabe i długotrwałe. Siewki mogą pojawić się dopiero po jednym roku, a po kolejnym osiągają tylko 1,5 cm wysokości. Dorosłe rośliny można rozmnażać wegetatywnie przez podział kłącza.
WymaganiaHeliamfory źle znoszą wysokie temperatury, przekraczające 25 °C. Latem najlepiej rosną w przedziale 15-22 °C, zimą w temperaturze o kilka stopni niższej. Wymagają wysokiej wilgotności (powyżej 80%) – bardzo korzystne jest dla nich zamgławianie. Podłoże powinno być stale wilgotne, ale woda nie może w nim stagnować. Najlepiej rosną w podłożu ze świeżych, ale rozdrobnionych torfowców. Wymagają stanowiska dobrze naświetlonego przez cały rok, ale najlepiej światłem rozproszonym.